# 達科他縣 (明尼蘇達州)
達科他县（英語：Dakota County）是美国明尼蘇達州東南部的一個縣，東隔密西西比河與威斯康辛州相望，面積1,519平方公里。根據2020年美國人口普查，共有人口43萬9,882人。縣治哈斯丁。該縣成立於1849年10月27日，以紀念蘇族的達科他部落。

## 主要城市
- 哈斯丁（縣治）
- 萊克維爾
- 伊根
- 伯恩斯維爾
- 蘋果谷
- 因佛格羅夫海茨